# فيليب هيرفاغن

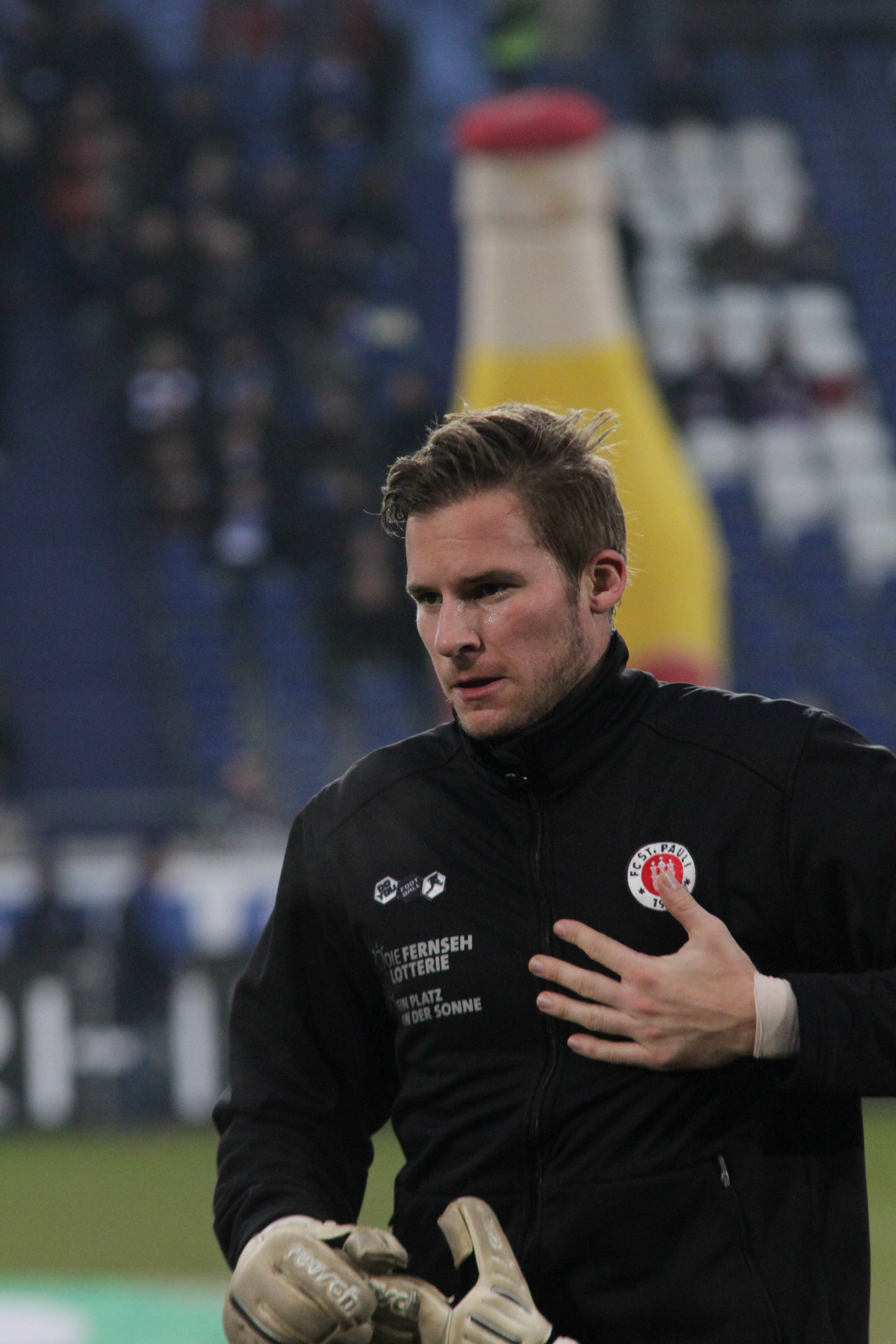

فيليب هيرفاغن (بالألمانية: Philipp Heerwagen) (مواليد 13 أبريل 1983 في كيلهايم - ألمانيا الغربية) لاعب كرة قدم ألماني يلعب حاليا لصالح نادي الدرجة الأولى بوخوم الألماني منذ 2007 في مركز حارس مرمى .

## روابط خارجية
- فيليب هيرفاغن على موقع قاعدة بيانات كرة القدم.إي يو (الإنجليزية)
- فيليب هيرفاغن على موقع Soccerway.com (الإنجليزية)
- فيليب هيرفاغن على موقع عالم كرة القدم.نت (الإنجليزية)
- فيليب هيرفاغن على موقع كووورة